# لرد جورج لنوکس
لرد جورج لنوکس (انگلیسی: Lord George Lennox؛ ۲۹ نوامبر ۱۷۳۷ – ۲۵ مارس ۱۸۰۵) فرد نظامی اهل پادشاهی بریتانیای کبیر بود.